# Зли малки писма
„Зли малки писма“ (на английски: Wicked Little Letters) е британска детективска комедия (с елементи на „черен хумор“) от 2023 година на режисьора Теа Шарок.

## Сюжет
Внимание:  Текстът по-долу разкрива сюжета на произведението (или части от него)!
През 1920 г. младата Роуз Гудинг, емигрантка от Ирландия, пристига в малко английско крайморско градче с дъщеря си. Роуз е весела, но необразована и некултурна жена, която не обръща внимание на придирчивото общество и постоянно използва нецензурни думи. В съседство с Роуз живее Едит Суон, стара мома и благочестива християнка, която се опитва да вразуми и образова грубата жена. С Едит живеят нейният груб и властен баща Едуард и сладката ѝ безропотна майка Виктория. След известно време Едит започва да получава анонимни и кратки писма, пълни с отвратителни нецензурни думи по неин адрес.
Първоначално Едит понася целия този тормоз с християнско смирение, но когато пристига деветнадесетото писмо, суровият баща на Едит най-накрая се ядосва и се обръща към полицията. Роуз е арестувана и неприятните писма веднага спират да идват. Полицейските власти правят логичен извод - това са трикове на Роуз. Полицайката Гладис Мос обаче е скептична, тъй като писмата са написани с изискан почерк, а полуграмотната Роуз едва пише. Но съмненията на Мос са отхвърлени от нейния шеф Спединг, който смята всички жени за глупави, „второкласни“ същества. Спединг наругава Мос пред всички и ѝ забранява да разследва случая.
Тъй като Роуз не може да си позволи гаранция, тя е държана в затвора до процеса, който трябва да се състои след два месеца и половина. Нанси, дъщерята на Роуз, е оставена без надзор, но Роуз успява да даде Нанси под грижите на Бил, нейния партньор. Междувременно Мос, въпреки забраната на началниците си, се среща с приятелките на Едит - Ан, Мейбъл и Кейт, и се опитва да разбере подробности. Кейт мрази Роуз, смятайки я за виновна, но Ан и Мейбъл симпатизират на ирландката. Ан продава едно от прасетата си и използва парите като гаранция за Роуз, която е освободена.
Веднага щом Роуз е освободена, злите малки писма се появяват отново. Но сега тези писма идват не само до Едит Суон, но и до нейните роднини, приятели и други жители на града. Виктория, майката на Едит, получава едно от обидните писма и умира от шок. Избухва скандал и случаят бързо се превръща в национална сензация. И тук за първи път зрителят вижда кой всъщност изпраща тези писма – самата Едит. През целия си живот властният баща Едуард е потискал и малтретирал дъщеря си, а в тези писма Едит изхвърля цялата си натрупана омраза срещу този натиск.
Гладис Мос забелязва приликата между подписа на Едит и почерка в писмата и отново насочва вниманието на началниците си върху това, но разгневеният Спединг отстранява Мос от поста ѝ. Това не притеснява Мос и тя привлича Ан, Мейбъл и Кейт за частно разследване. По това време се провежда съдебният процес срещу Роуз. По време на процеса ирландката признава лошата си репутация, но категорично отрича да е писала груби писма на някого. Адвокатът се опитва да докаже пред съда, че почеркът на обвиняемия и почеркът в писмата са напълно различни, но аргументите му са отхвърлени. А прокурорът още повече очерня Роуз в очите на съдебните заседатели. Оказва се, че Нанси не е дъщеря на загинал войник по фронтовете на Първата световна война, а извънбрачно дете, което Роуз ражда от неизвестен баща. Става ясно, че Роуз е призната за виновна.
В същото време Мос заедно с Ан, Мейбъл и Кейт издирват хитрата Едит, която продължава да изпраща писма и умело се прикрива. Маркирайки печатите на писмата с „невидимо“ мастило, Мос успява да хване Едит близо до пощенската кутия, докато изпраща писма, и я арестува. Веднага щом Едит е арестувана, оковите сякаш падат от нея и тя с радост разказва на полицията за своите лудории. Роуз незабавно е освободена, а Едит е осъдена на 12 месеца тежък труд. Преди да бъде изпратена в затвора, Едит среща баща си в тълпата и с голямо удоволствие отприщва поток от най-мръсна злоба върху него, а Роуз, стояща наблизо, се смее силно, одобрявайки този емоционален изблик на приятелка си.

## Актьорски състав
| Актьор         | Роля                                               |
| -------------- | -------------------------------------------------- |
| Оливия Колман  | Едит Суон – стара мома и благочестива християнка   |
| Джеси Бъкли    | Роуз Гудинг – млада жена от Ирландия               |
| Анджана Васан  | Гладис Мос – жена полицай                          |
| Тимъти Спол    | Едуард Суон – суровият баща на Едит                |
| Джема Джоунс   | Виктория Суон – майката на Едит                    |
| Джоана Сканлан | Ан – приятелка на Едит, която отглежда прасенца    |
| Малачи Кирби   | Бил – незаконният съпруг на Едит                   |
| Лоли Адефопе   | Кейт – приятелка на Едит                           |
| Айлийн Аткинс  | Мейбъл – приятелка на Едит                         |
| Хю Скинър      | Папъруик – полицай, арогантен колега на Гладис Мос |
| Пол Чахиди     | Спединг – полицай, началник на Гладис Мос          |
| Алиша Уиър     | Нанси Гудинг – дъщеря на Роуз                      |

## Снимачен процес
- Филмът е сниман септември – октомври 2022 г. в Аръндел и Уърдинг, като някои сцени са заснети във и около сградата на бившия кралски съд в Ейлсбъри.
- Филмът има много висок рейтинг от 80% на Rotten Tomatoes.